# Million Dollar Bill
"Million Dollar Bill" é uma canção pela cantora norte-americana Whitney Houston tirada do seu sexto álbum de estúdio, I Look to You (2009). Foi lançada em 19 de Agosto de 2009 como o segundo e último single do álbum pela editora discográfica Arista Records em formato físico e digital. Este também é o último single da carreira musical da cantora, como ela morreu afogada na noite de 11 de Fevereiro de 2012. Foi escrita pela cantora americana de música soul Alicia Keys, seu esposo Swizz Beatz, e Norman Harris, e produzida pelos dois primeiros. Liricamente, fala sobre uma mulher que é tratada pelo seu amante como uma nota de um milhão de dólares, e contém em sua composição uma amostra da canção "We're Getting Stronger" (1976), apresentada no álbum de estreia da cantora de rhytm and blues (R&B) Loleatta Holloway.
"Million Dollar Bill" foi bem recebida pelos críticos de música contemporânea, com o revisor Nick Levine dizendo que "é uma faixa de disco que faz-nos sentirmo-nos bem". Estreou na última posição da tabela de singles americana Billboard Hot 100 em 19 de Setembro de 2009, e alcançou a primeira posição da Hot Dance Club Songs, se tornando na terceira da artista a fazer o acto deste "Love That Man" em 2003.

## Alinhamento de faixas
| Download digital |                       |                                         |                          |         |  |
| N.º              | Título                | Compositor(es)                          | Produtor(es)             | Duração |  |
| 1.               | "Million Dollar Bill" | Alicia Keys, Kaseem Dean, Norman Harris | Swizz Beatz, Alicia Keys | 3:23    |  |

| CD single australiano |                                         |                                         |                          |         |  |
| N.º                   | Título                                  | Compositor(es)                          | Produtor(es)             | Duração |  |
| 1.                    | "Million Dollar Bill" (versão do álbum) | Alicia Keys, Kaseem Dean, Norman Harris | Swizz Beatz, Alicia Keys | 3:24    |  |
| 2.                    | "Million Dollar Bill" (instrumental)    | A. Keys, K. Dean, N. Harris             | S. Beatz, A. Keys        | 3:20    |  |
| 3.                    | "Million Dollar Bill" (Call Out Hook)   | A. Keys, K. Dean, N. Harris             | S. Beatz, A. Keys        | 0:10    |  |
| Duração total:        | Duração total:                          | Duração total:                          | Duração total:           | 6:54    |  |

| CD single/Download digital australiano e britânico |                                               |                                         |                          |         |  |
| N.º                                                | Título                                        | Compositor(es)                          | Produtor(es)             | Duração |  |
| 1.                                                 | "Million Dollar Bill"                         | Alicia Keys, Kaseem Dean, Norman Harris | Swizz Beatz, Alicia Keys | 3:23    |  |
| 2.                                                 | "Million Dollar Bill" (Freemasons Radio Edit) | A. Keys, K. Dean, N. Harris             | Freemasons               | 3:48    |  |
| Duração total:                                     | Duração total:                                | Duração total:                          | Duração total:           | 7:12    |  |

| Single alemão - Duplo lado A |                       |                                         |                                   |         |  |
| N.º                          | Título                | Compositor(es)                          | Produtor(es)                      | Duração |  |
| 1.                           | "I Look to You"       | Robert Sylvester Kelly                  | Harvey Mason, Jr., Tricky Stewart | 4:25    |  |
| 2.                           | "Million Dollar Bill" | Alicia Keys, Kaseem Dean, Norman Harris | Swizz Beatz, Alicia Keys          | 3:23    |  |
| Duração total:               | Duração total:        | Duração total:                          | Duração total:                    | 7:48    |  |

| Extended play de remixes - Reino Unido e Estados Unidos (EP 1) |                                                                         |                                         |                        |         |  |
| N.º                                                            | Título                                                                  | Compositor(es)                          | Produtor(es)           | Duração |  |
| 1.                                                             | "Million Dollar Bill" (Freemasons Radio Mix)                            | Alicia Keys, Kaseem Dean, Norman Harris | Freemasons             | 3:49    |  |
| 2.                                                             | "Million Dollar Bill" (Frankie Knuckles Radio Mix)                      | A. Keys, K. Dean, N. Harris             | Frankie Nuckles        | 3:15    |  |
| 3.                                                             | "I Look to You" (Johnny Vicious Warehouse Radio Mix)                    | Robert Sylvester Kelly                  | Johnny Vicious         | 4:08    |  |
| 4.                                                             | "I Look to You" (Johnny Vicious Club Radio Mix)                         | R. S. Kelly                             | Johnny Vicious         | 3:52    |  |
| 5.                                                             | "I Didn't Know My Own Strength" (Peter Rauhofer Radio Edit)             | R. S. Kelly                             | Pether Rauhofer        | 3:04    |  |
| 6.                                                             | "I Didn't Know My Own Strength" (Daddy's Groove Magic Island Radio Mix) | R. S. Kelly                             | Daddy                  | 3:11    |  |
| 7.                                                             | "I Look to You" (Christian Dio Radio Mix)                               | R. S. Kelly                             | Christian Dio          | 4:01    |  |
| 8.                                                             | "I Look to You" (Giuseppe D. Tune Adiks Radio Edit)                     | R. S. Kelly                             | Giuseppe D. Tune Adiks | 3:47    |  |

| Extended play de remixes - Reino Unido e Estados Unidos (EP 2) |                                                    |                                         |                 |         |  |
| N.º                                                            | Título                                             | Compositor(es)                          | Produtor(es)    | Duração |  |
| 1.                                                             | "Million Dollar Bill" (Freemasons Radio Mix)       | Alicia Keys, Kaseem Dean, Norman Harris | Freemasons      | 3:49    |  |
| 2.                                                             | "Million Dollar Bill" (Freemasons Club Mix)        | A. Keys, K. Dean, N. Harris             | Freemasons      | 8:10    |  |
| 3.                                                             | "Million Dollar Bill" (Freemasons Mixshow)         | A. Keys, K. Dean, N. Harris             | Freemasons      | 5:00    |  |
| 4.                                                             | "Million Dollar Bill" (Frankie Knuckles Radio Mix) | A. Keys, K. Dean, N. Harris             | Frankie Nuckles | 3:15    |  |
| 5.                                                             | "Million Dollar Bill" (Frankie Knuckles Club Mix)  | A. Keys, K. Dean, N. Harris             | Frankie Nuckles | 7:08    |  |
| 6.                                                             | "Million Dollar Bill" (Frankie Knuckles Dub Mix)   | A. Keys, K. Dean, N. Harris             | Frankie Nuckles | 6:59    |  |

## Créditos
Créditos adaptados do encarte do álbum I Look to You (2009) e do sítio Allmusic.
- Whitney Houston — vocais principais
- Alicia Keys — composição, co-produção, produção vocal, arranjos
- Kaseem "Swizz Beatz" Dean — composição, produção
- Norman Harris — composição
- Ann Mincieli — engenharia acústica
- Christian Baker — mixagem, assistência de engenharia
- Miki Tsutsumi — mixagem, assistência de engenharia
- Val Brathwaite — mixagem, assistência de engenharia

## Desempenho nas tabelas musicais
Em 19 de Setembro de 2009, "Million Dollar Bill" estreou nas tabela de singles americana Billboard Hot 100 no número cem, o último lugar da tabela. Na semana seguinte, a canção saiu da tabela. Em 7 de Novembro de 2009, atingiu o topo da tabela de música dance Hot Dance Club Songs, onde ficou por somente uma semama, tornando-se no seu primeiro single a conseguir o feito desde "Love That Man" em 2003. A música entrou na tabela de singles canadiana na septuagésima oitava posição, e em 19 de Setembro atingiu o seu pico na sexagésima segunda colocação. No Reino Unido, teve o seu pico no quinto lugar, após a sua performance no realuty show britânico The X Factor ser assistida por 13,85 milhões de telespectadores, tornando-se no primeiro single da sua carreira a e se posicionar entre as cinco melhores posições desde "My Love Is Your Love" em 1998. "Million Dollar Bill" teve um grande desempenho comercial em vários países europeus, e alcançou as quarenta melhores colocações na maioria dos países.
| País — Tabela musical (2009)                                    | Posição de pico |
| --------------------------------------------------------------- | --------------- |
| Bélgica (Flandres) — Ultratop 50                                | 6               |
| Bélgica (Valónia) — Ultratop 40                                 | 3               |
| Canadá — Canadian Hot 100                                       | 62              |
| Chéquia — International Federation of the Phonographic Industry | 57              |
| Países Baixos — Mega Single Top 100                             | 58              |
| Finlândia — Suomen virallinen lista                             | 18              |
| Alemanha — Media Control AG                                     | 41              |
| Irlanda — IRMA                                                  | 8               |
| Itália — FIMI                                                   | 15              |
| Japão — Japan Hot 100                                           | 5               |
| Suécia — Sverigetopplistan                                      | 22              |
| Suíça — Schweizer Hitparade                                     | 40              |
| Reino Unido — UK Singles Chart (The Official Charts Company)    | 5               |
| Reino Unido — UK R&B Chart (The Official Charts Company)        | 2               |
| Estados Unidos — Billboard Hot 100                              | 100             |
| Estados Unidos — Hot R&B/Hip-Hop Songs (Billboard)              | 16              |
| Estados Unidos — Hot Dance Club Songs (Billboard)               | 1               |

| País — Tabela musical (2009)                                 | Posição |
| ------------------------------------------------------------ | ------- |
| Itália — FIMI                                                | 70      |
| Japão — Japan Hot 100                                        | 97      |
| Reino Unido — UK Singles Chart (The Official Charts Company) | 90      |
| Estados Unidos — Hot Dance Club Play (Billboard)             | 25      |

| País — Tabela musical (2010)                       | Posição |
| -------------------------------------------------- | ------- |
| Estados Unidos — Hot R&B/Hip-Hop Songs (Billboard) | 81      |

## Histórico de lançamento
| Região         | Data                   | Formato(s)                               | Edição                      | Editora(s) discográfica(s) |
| -------------- | ---------------------- | ---------------------------------------- | --------------------------- | -------------------------- |
| Estados Unidos | 18 de agosto de 2009   | Airplay, download digital Arista Records |                             |                            |
| Alemanha       | 18 de agosto de 2009   | Download digital                         | Sony Music Entertainment    |                            |
| Reino Unido    | 18 de agosto de 2009   | Download digital                         | RCA Records, Arista Records |                            |
| Alemanha       | 2 de outubro de 2009   | Single alemão - Duplo lado A             | Sony Music Entertainment    |                            |
| Reino Unido    | 5 de outubro de 2009   | CD Single, download digital              | RCA Records, Arista Records |                            |
| Reino Unido    | 6 de novembro de 2009  | Extended play de remixes (EP 1)          | RCA Records, Arista Records |                            |
| Estados Unidos | 6 de novembro de 2009  | Extended play de remixes (EP 1)          | RCA Records, Arista Records |                            |
| Reino Unido    | 10 de novembro de 2009 | Extended play de remixes (EP 2)          | RCA Records, Arista Records |                            |
| Estados Unidos | 10 de novembro de 2009 | Extended play de remixes (EP 2)          | RCA Records, Arista Records |                            |